# 戸田昌男
戸田 昌男（とだ まさお、1935年4月2日 - 2007年3月25日）は、スズキの第5代代表取締役社長。愛知県新城市生まれ。
1958年に静岡大学工学部機械工学科卒業後、鈴木自動車工業（現・スズキ）に入社。
特機設計部長や四輪エンジン第二設計部長、常務取締役、専務取締役、取締役副社長を経て、2000年6月に代表取締役社長に就任し、2003年3月まで務めた。
2007年、急性腎不全のため死去。